# 고령 오사리 대분
고령 오사리 대분은 경상북도 고령군 개진면 오사리에 있는 조선시대의 무덤이다. 2012년 8월 1일 고령군의 향토문화유산 제4호로 지정되었다.

## 지정 사유
조선 초인 1400년대 고령지역 토호관료의 분묘로서 잘 보존되어 있어 문화재적 가치가 높다.
고령박씨 소문공파 15세인 정헌대부 박형과 그의 아들 박계조의 부부묘로 조선전기의 묘형식과 석불의 배치 및 조각수법의 시기성을 연구하는데 좋은 자료이다.
특히, 아무리 관직이 높아도 수비할 수 없는 용구구반이며, 용두과 묘비석, 구반의 2개석으로 그 시대의 관작과 품계에 따라 제작된 석물로 전국에서도 보기 드문 석조물이다.